# Giuseppe Ansaldo
Giuseppe Ansaldo (Genova, 1807 – Parma, 1883) è stato un politico italiano, deputato del Regno di Sardegna.

## Biografia
È stato deputato del Regno di Sardegna dal 1857 al 1860.
È stato inoltre sindaco del comune di San Fruttuoso, successivamente annesso alla città di Genova.